# Abel Aguilar
Abel Enrique Aguilar Tapias (født 6. januar 1985 i Bogotá, Colombia) er en colombiansk fodboldspiller (central midtbane). Han spiller hos Deportivo Cali i sit hjemland.
Aguilar, der startede sin karriere hos den colombianske storklub Deportivo Cali, har desuden spillet for en lang række forskellige klubber i Europa. Mest succes har han haft i de spanske klubber Hércules og Deportivo la Coruña. I august 2013 blev han hentet til Toulouse FC i Frankrig 

## Landshold
Aguilar har (pr. marts 2018) spillet 70 kampe og scoret syv mål for Colombias landshold, som han debuterede for 27. juni 2004 i et opgør mod Argentina. Han var en del af den colombianske trup til VM i 2014 i Brasilien og til VM i 2018 i Rusland.